# Коншъхокън
Коншъхо̀кън (на английски: Conshohocken, [ˌkɒnʃəˈhɒkən]) е селище в североизточната част на Съединените американски щати, част от окръг Монтгомъри в щата Пенсилвания. Населението му е около .
Разположено е на 60 метра надморска височина в Северен Пидмънт, на 6 километра югоизточно от Нористаун и на 19 километра северозападно от центъра на Филаделфия. Селището е основано през 1830 година и до втората половина на XX век е предимно промишлено предградие на Филаделфия. Днес там са базирани няколко големи компании, като търговецът на лекарства „Сенкора“, подразделението за Съединените щати на търговеца на обзавеждане ИКЕА, охранителната фирма „Алайд Юнивърсал“.